# HOL
HOL (Higher Order Logic) — семейство инструментов интерактивного доказательства теорем, при создании которых были использованы схожие подходы к построению доказательств, основанные на логике высшего порядка и схожие подходы к реализации. HOL развивает подход системы LCF.

## Избранные проекты, использовавшие HOL
С использованием были разработаны доказательства формальной корректности в проекте CakeML — формально специфицированной и верифицированной версии языка ML. До этого HOL использовался для реализации формально специфицированной и верифицированной версии LISP, работавшей на процессорах ARM, x86 и PowerPC.
HOL так же использовался для разработки формальной семантики для варианта мултипроцессорных систем x86, а также для определения формальной семантики наборов инструкций Power ISA и ARM
.